# Timm Ulrichs

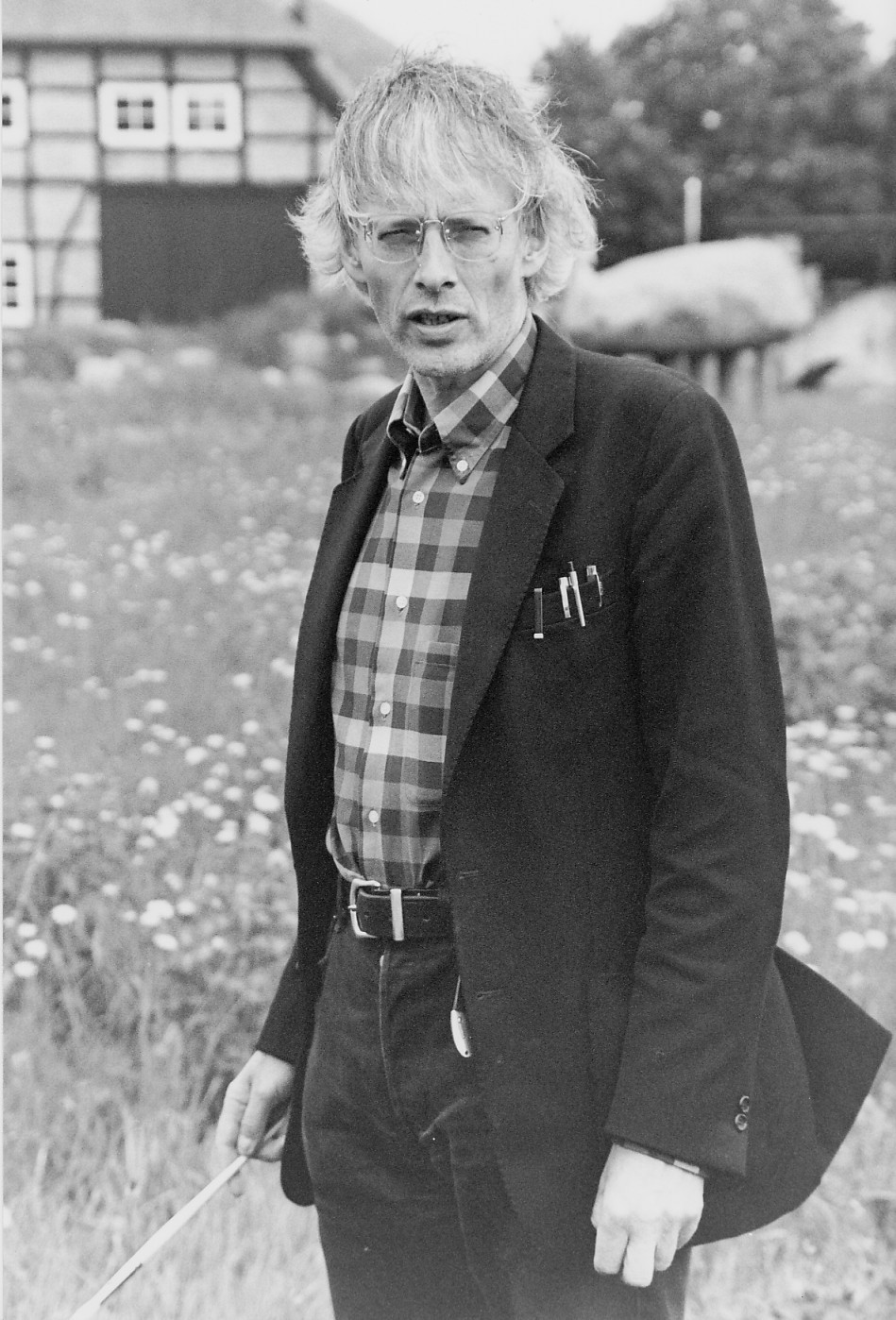
Timm Ulrichs in 1997

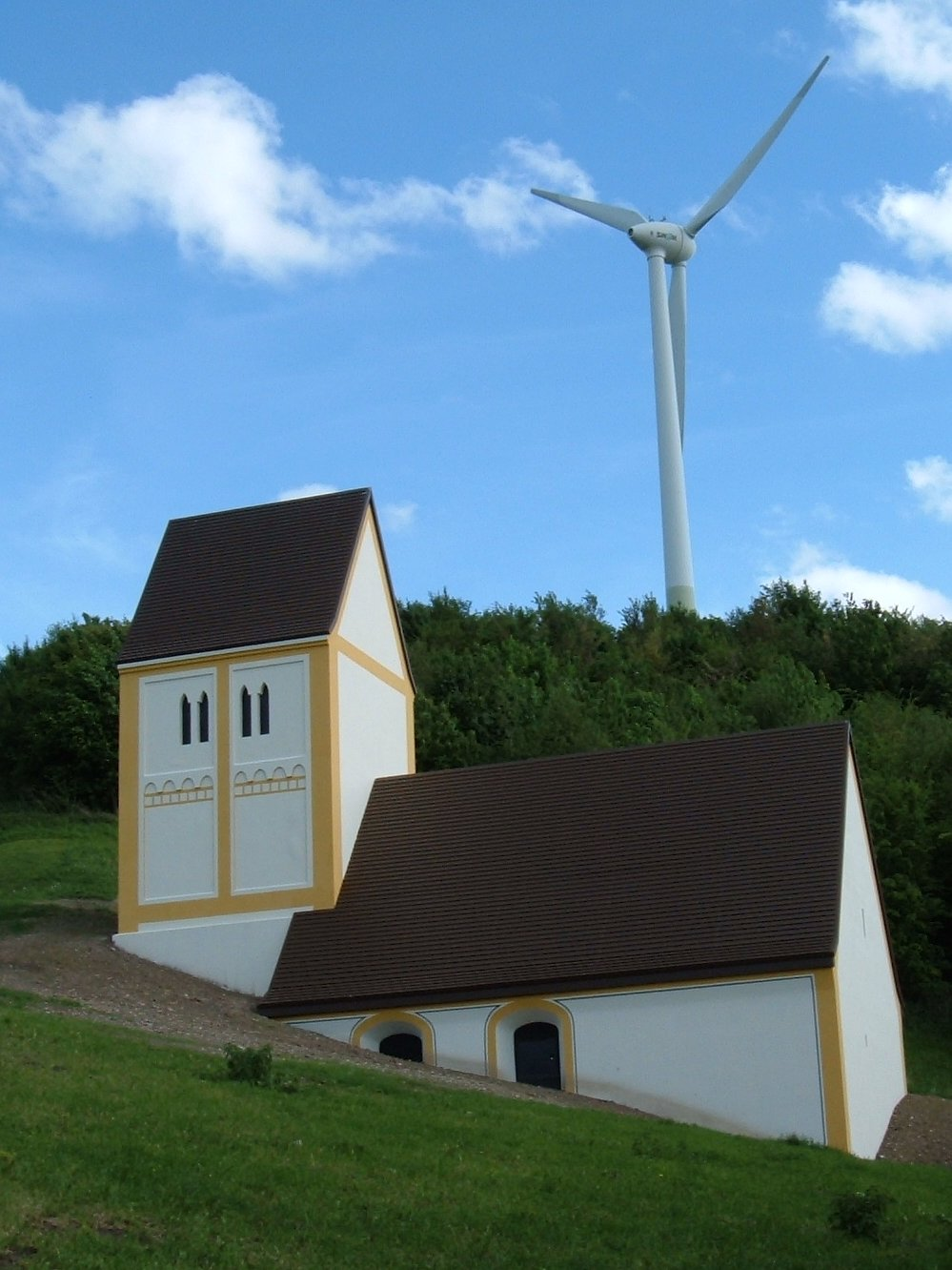
Versunkenes Dorf, Fröttmaning

Timm Ulrichs (Berlijn, 31 maart 1940) is een Duitse beeldhouwer en conceptueel kunstenaar.

## Leven en werk
Ulrichs groeide op in Wildeshausen en Bremen. Hij studeerde vanaf 1959 architectuur aan de Technische Hochschule in Hannover, maar brak die studie in 1966 af. Reeds vanaf het begin van zijn studietijd was hij actief als totaalkunstenaar. Een van zijn eerste initiatieven was de oprichting van een Werbezentrale für Totalkunst, Banalismus und Extemporismus. Van 1969 tot 1970 was hij gasthoogleraar aan de Staatliche Hochschule für Bildende Künste in Braunschweig en van 1972 tot 2005 hoogleraar beeldhouwkunst aan het Institut für Kunsterziehung (sinds 1987 de Kunstakademie Münster, Hochschule für Bildende Künste) in Münster. Ulrichs werd in 1977 uitgenodigd voor deelname aan documenta 6 in de Duitse stad Kassel. Hij kreeg in 2009 de Preis für Kunst am Bau met zijn project Versunkenes Dorf in Fröttmaning bij de Allianz Arena in München.
Het werk van totaalkunstenaar Ulrichs kan worden gerekend tot de kunststromingen conceptuele kunst, installatiekunst, objectkunst, performance, bodyart, land art, multimediakunst en actiekunst. Ulrichs is tevens werkzaam als ontwerper en graficus. De kunstenaar woont en werkt in Münster.
Timm Ulrichs heeft zich testamentair bereid verklaard, zich na zijn dood te laten begraven op de Künstler-Nekropole, een begraafplaats/park/wandelweg in het stadsdeel Kassel-Harleshausen. Het is een begraafplaats voor en door documenta-kunstenaars.
Van november 2010 tot januari 2011 is aan het werk van Ulrichs een dubbeltentoonstelling gewijd in het Sprengel-Museum en bij de Kunstverein Hannover, beide in Hannover onder de titel: Betreten der Ausstellung verboten! Timm Ulrichs. Werke von 1960 bis 2010.

## Werken (selectie)
- Egozentrischer Steinkreis (1977/78), Kunst-Landschaft in Neuenkirchen (Lüneburger Heide)
- Findling (1978/80), Kunstwegen in Nordhorn
- So und so (1988/89), buitencollectie Skulpturenmuseum Glaskasten in Marl
- Das Ganze und die Teile (monument voor de joodse slachtoffers van het fascisme in Recklinghausen) (1990/91), Herzogswall/Westerhalterweg in Recklinghausen
- Kopf-Stein Pflaster (1980/94)[1], Schiffgraben in Hannover
- Musterhäuser, Typ Bomarzo (1979/94)[2], Openluchtmuseum voor beeldhouwkunst Middelheim in Antwerpen (2001)
- Gekippter Fluss - Natur in Fertigteilen (1997), Skulpturen-Rundgang Schorndorf in Schorndorf
- Blinker II (2000)[3], Waldskulpturenweg - Wittgenstein - Sauerland - fotokinetisch werk in Schmallenberg
- Versatzstück (1969-2001), beeldenroute Skulpturenachse Eschborn (2009) in Eschborn en Bad Homburg vor der Höhe (2010)
- Baum-Krone/Baum-Säge (1990/2005), Beeldenpark van het Neues Museum Nürnberg in Neurenberg
- Versunkenes Dorf (2004/06)[4], Fröttmaning bij München

## Fotogalerij

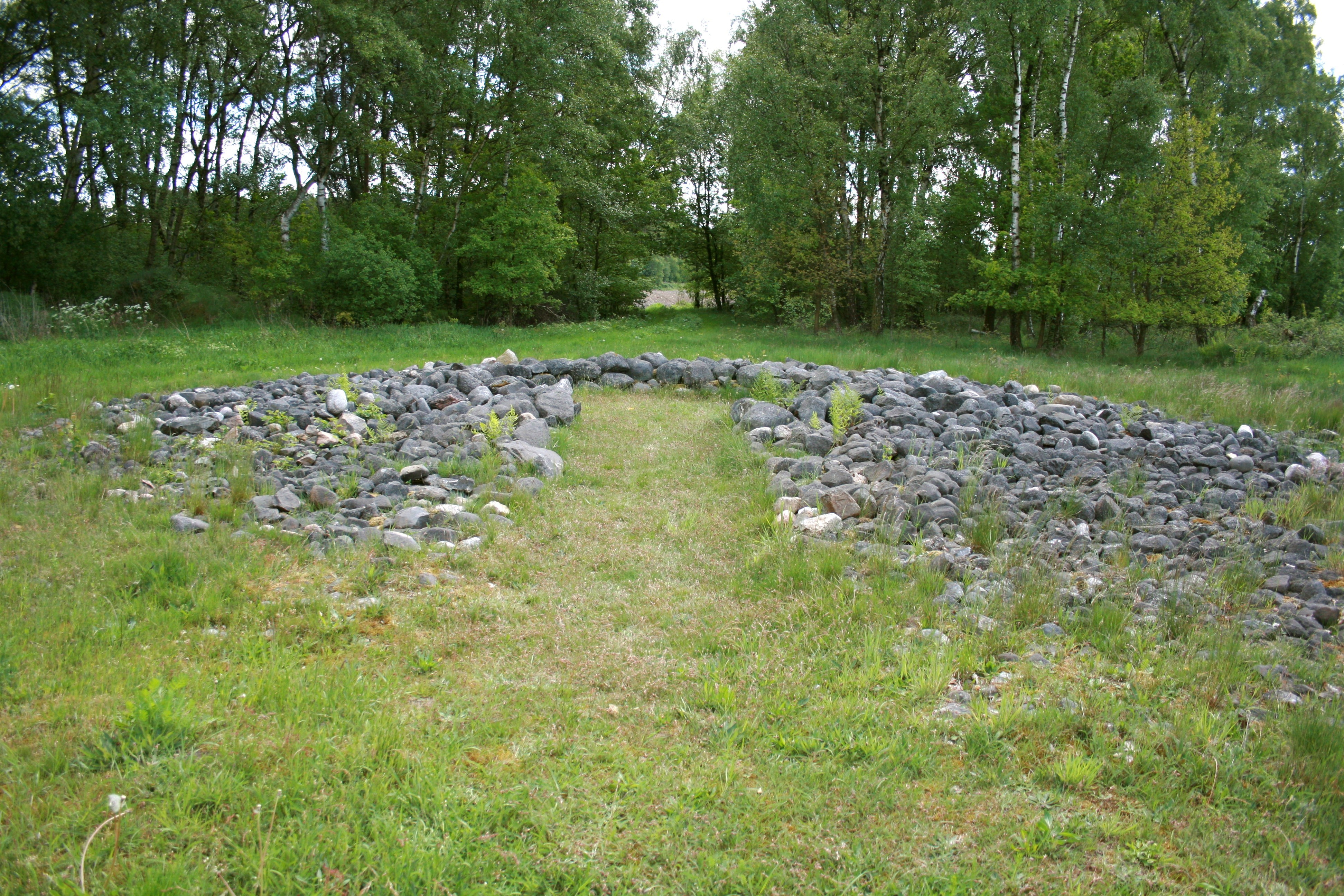
Nr. 4 : Egozentrischer Steinkreis (1977/78)
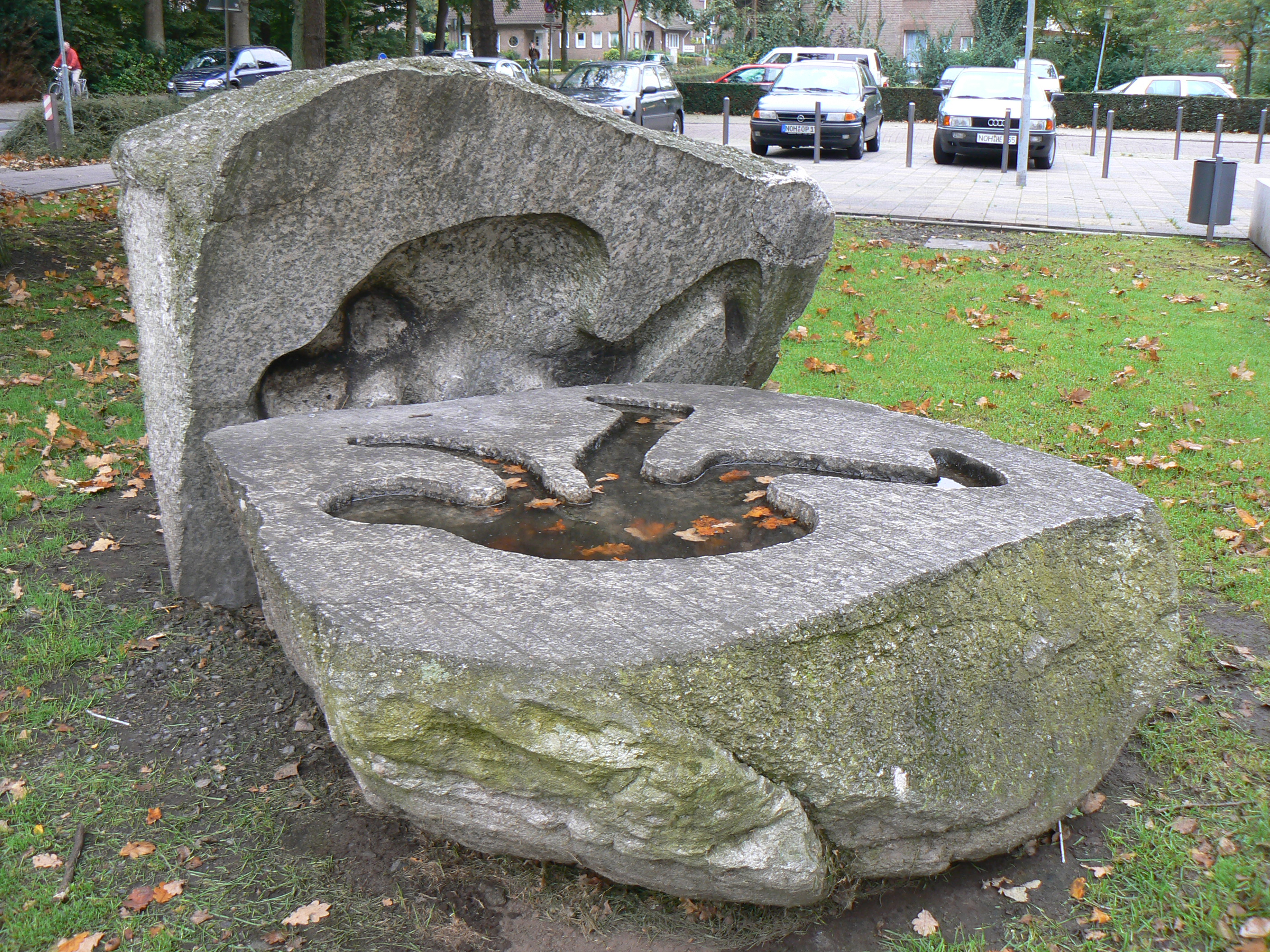
Findling (1978/80)
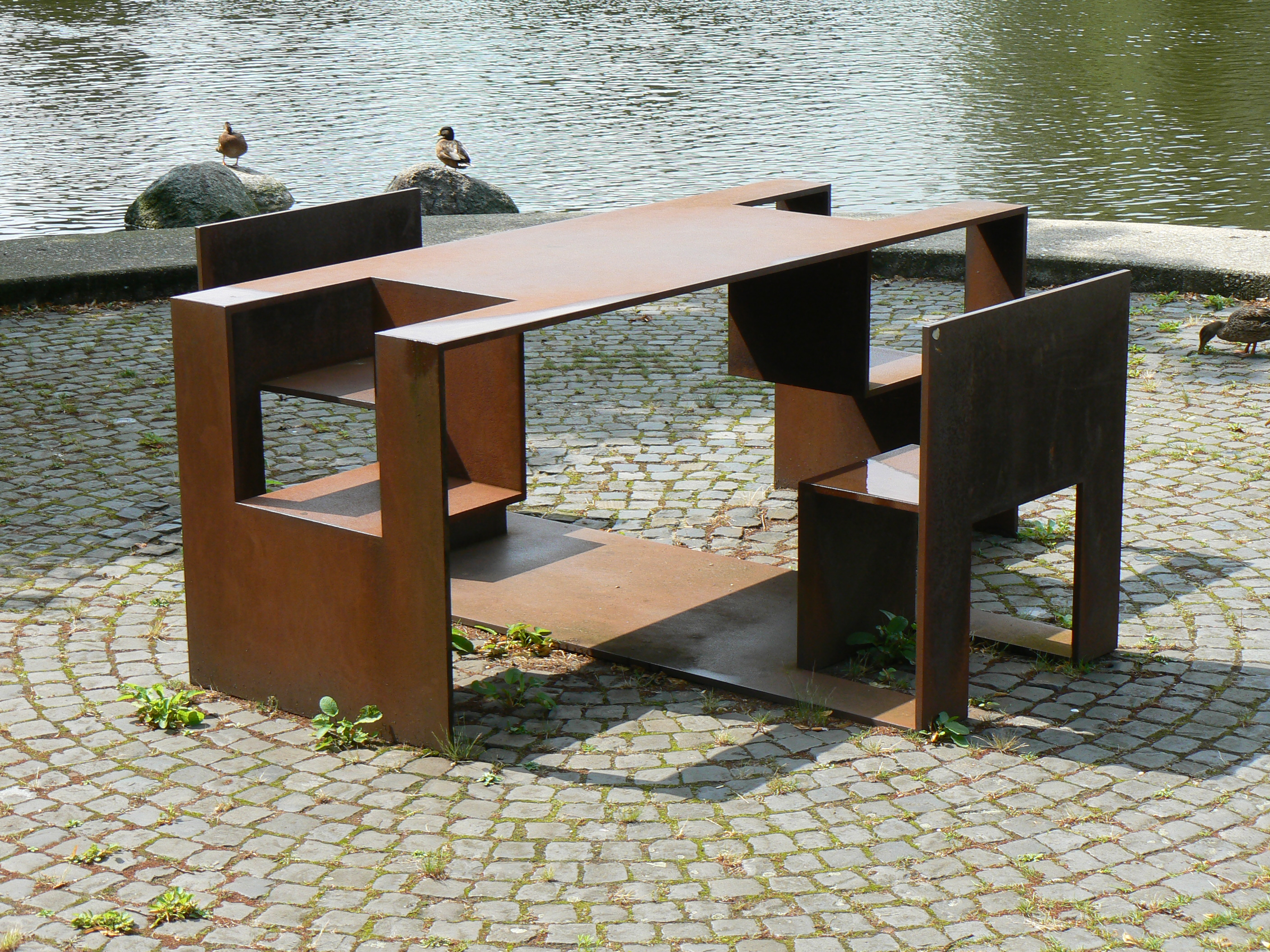
So und so (1988/89)
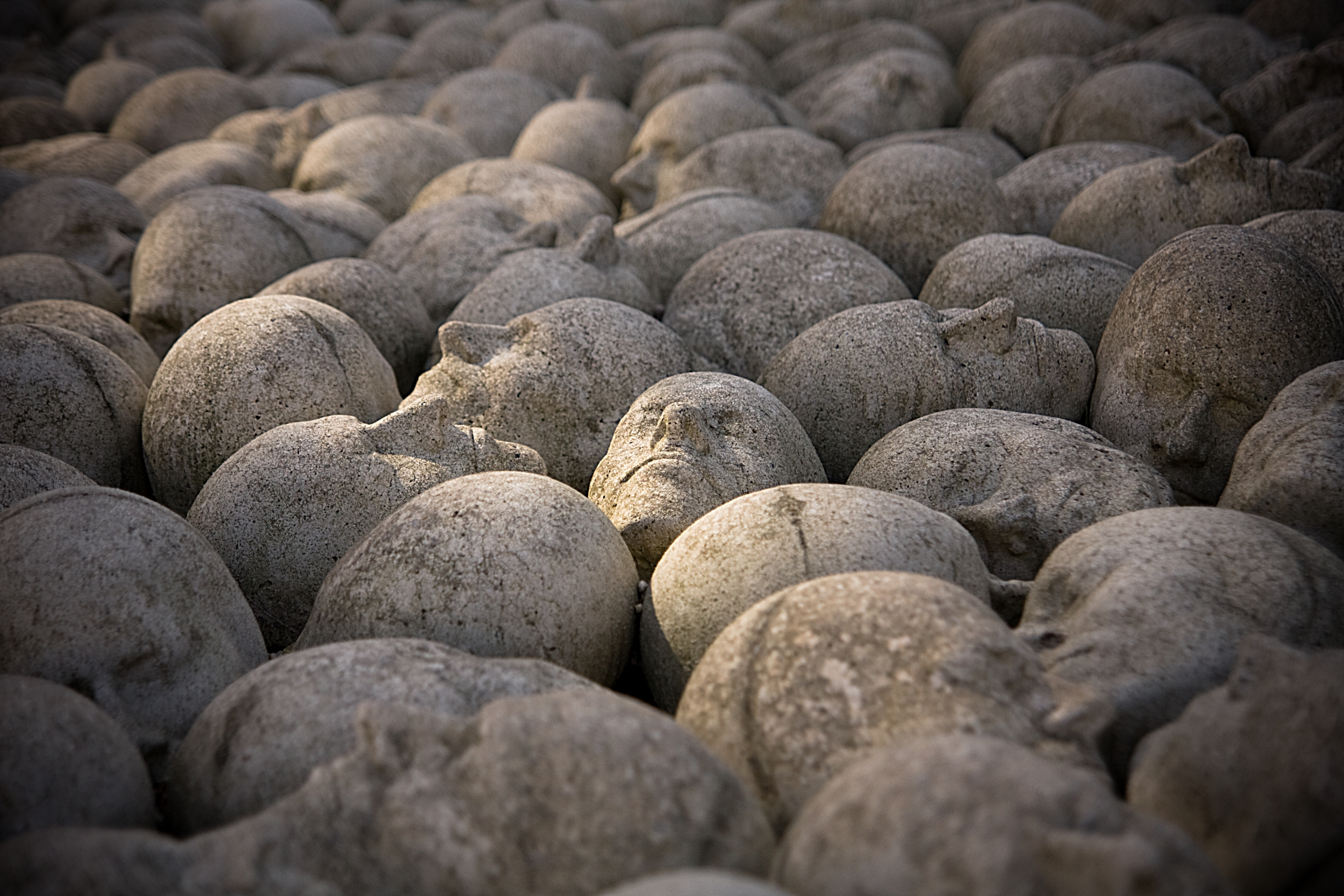
Kopf-Stein Pflaster (1980/94)
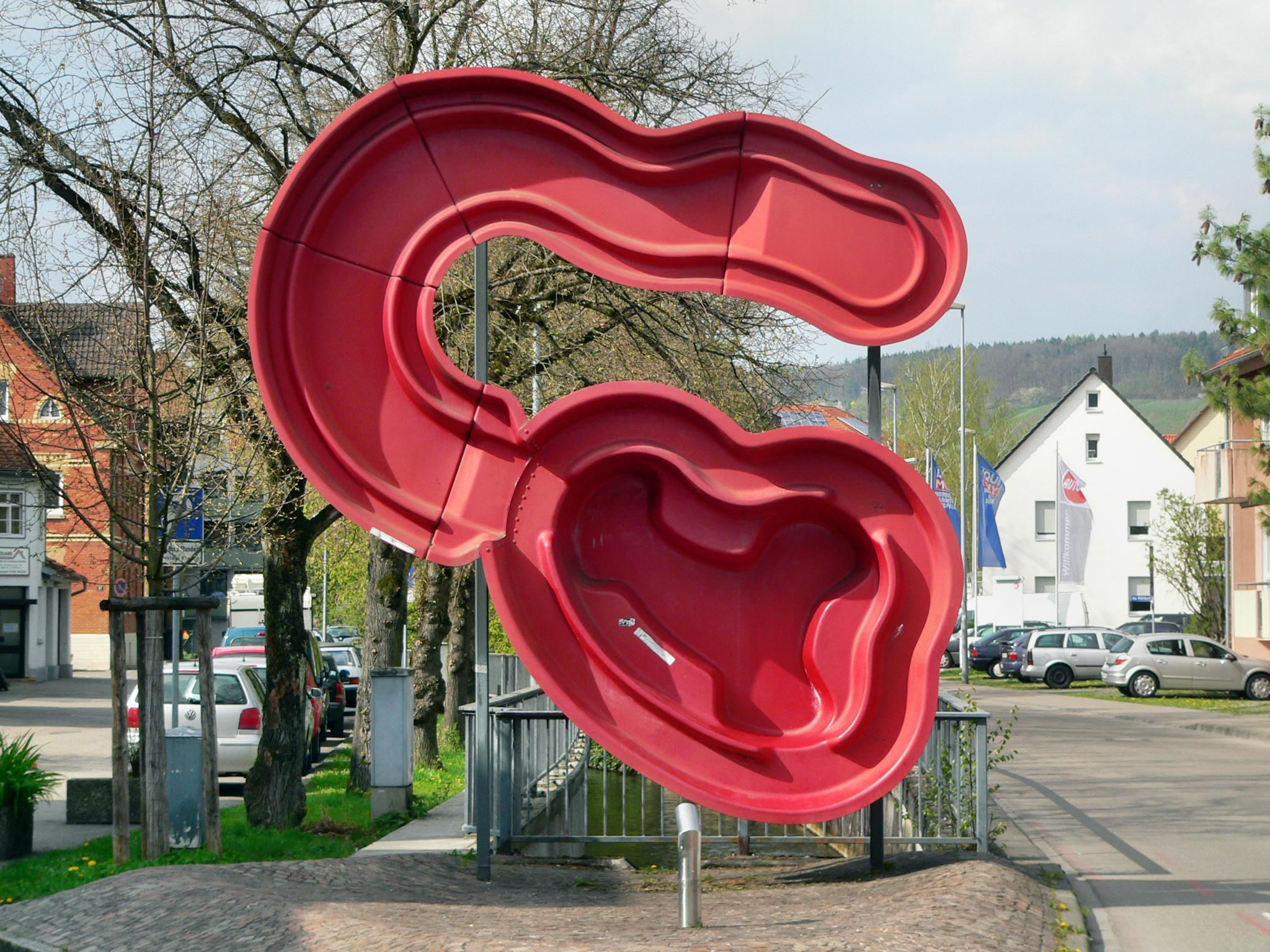
Gekippter Fluss - Natur in Fertigteilen (1997)
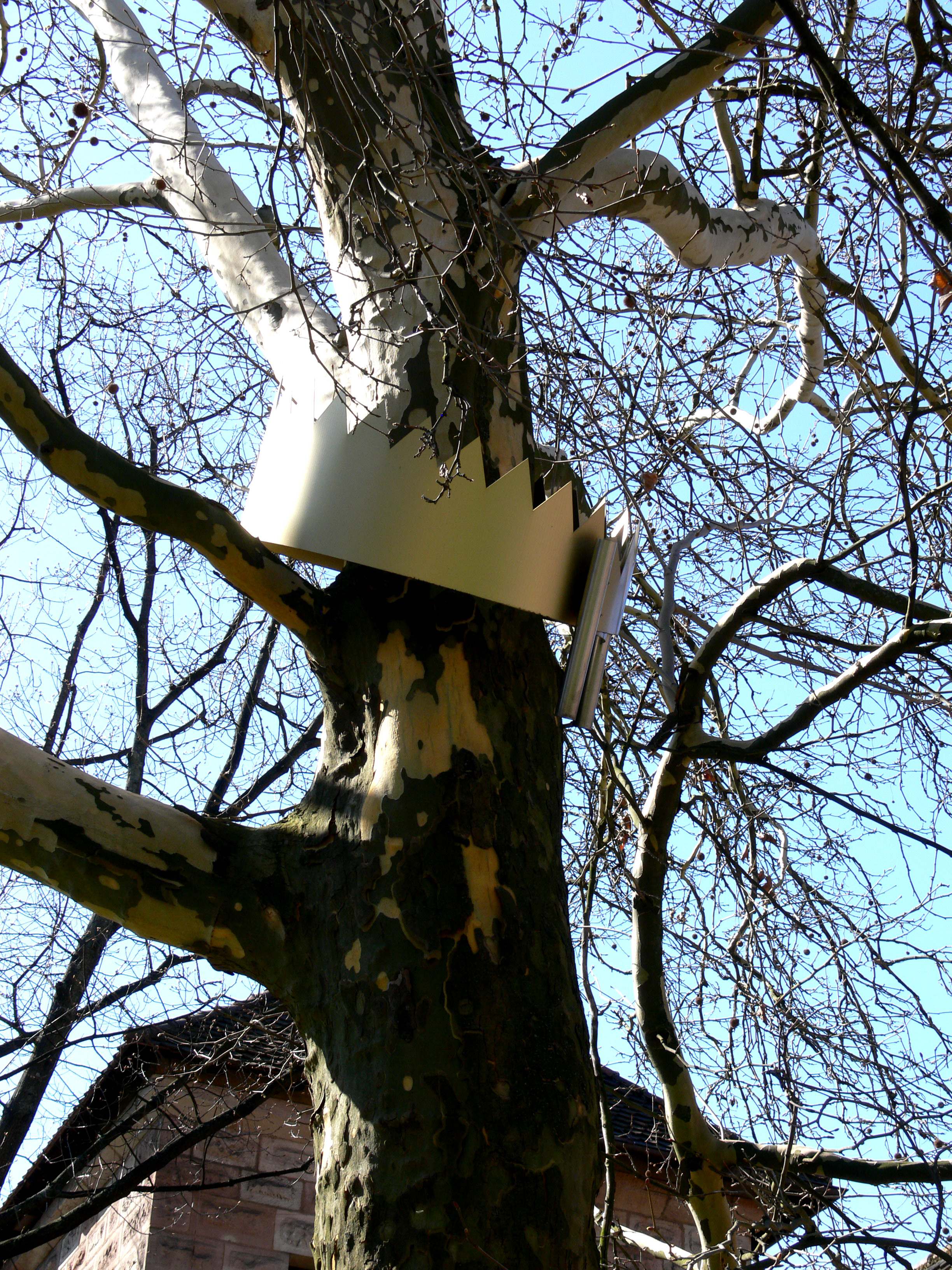
Baum-Krone/Baum-Säge (1990/2005)
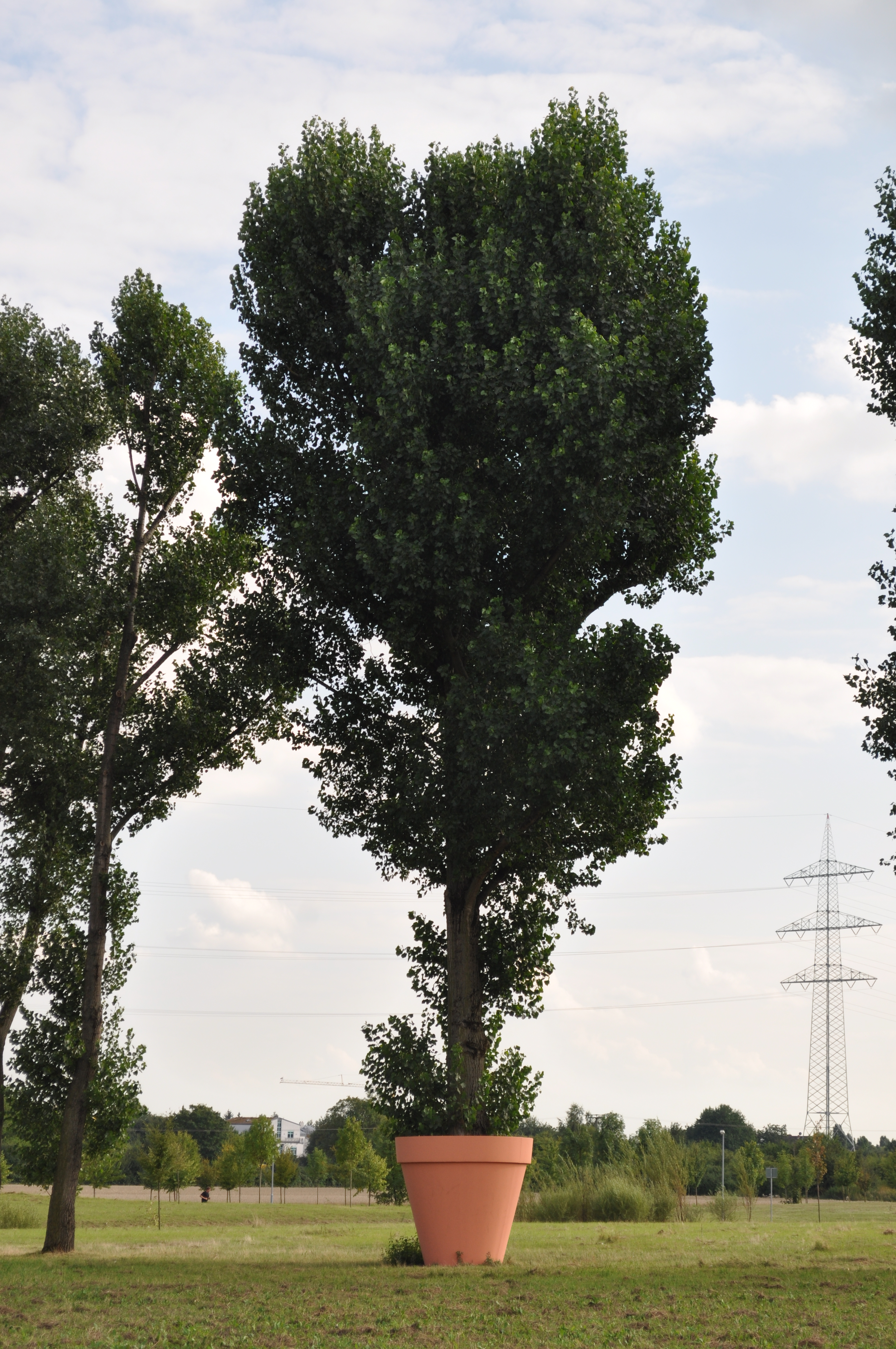
Versatzstück (2009) - Eschborn
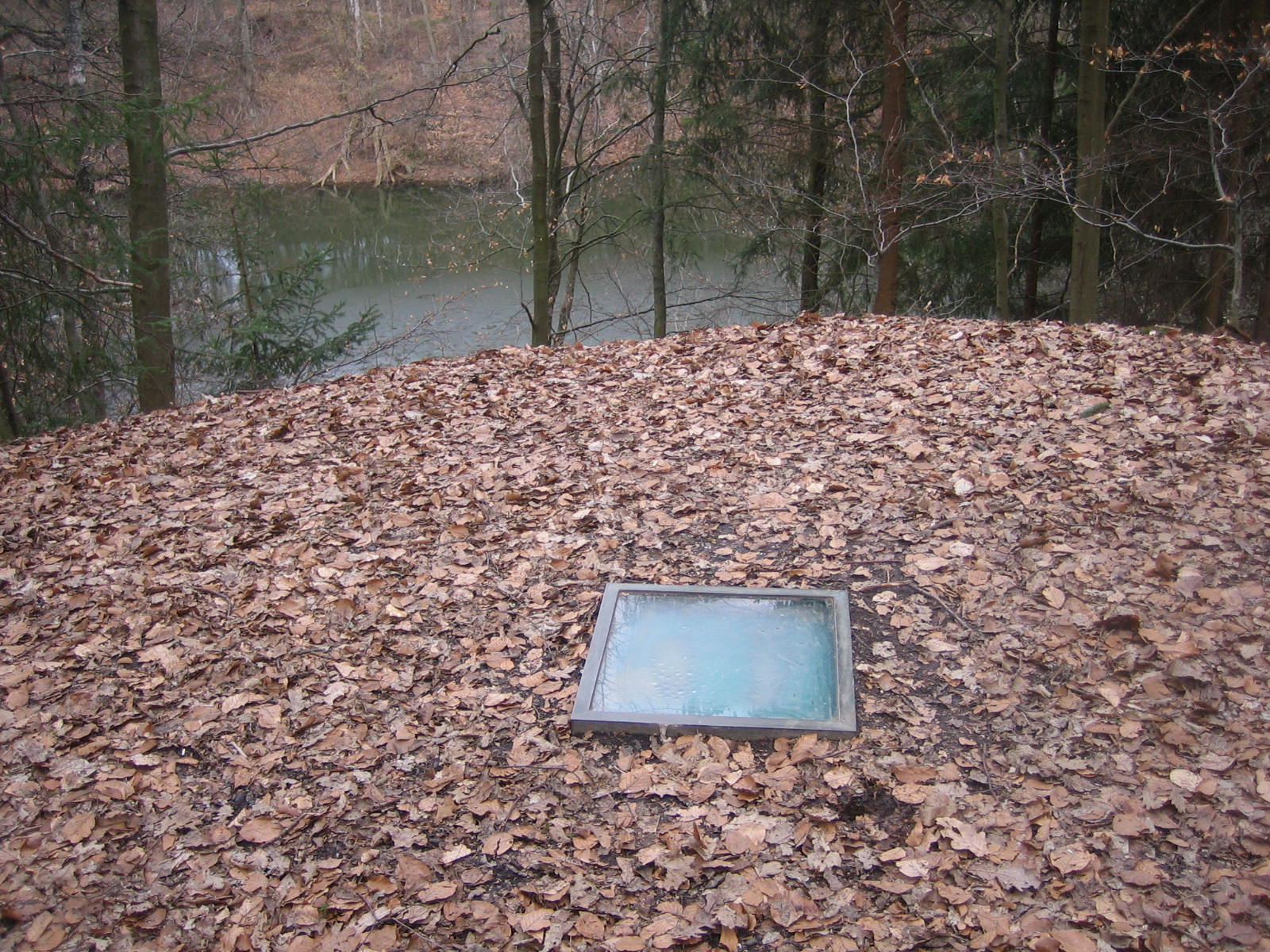
Timm Ulrichs' graf op de "Künstler-Nekropole" in Kassel